# Syzygospora subsolida
Syzygospora subsolida är en lavart som beskrevs av Ginns 1986. Syzygospora subsolida ingår i släktet Syzygospora och familjen Carcinomycetaceae.   Inga underarter finns listade i Catalogue of Life.